# سیارک ۱۷۳۹۹
سیارک ۱۷۳۹۹ (به انگلیسی: 17399 Andysanto، نامگذاری:1983RL) هفده هزار و سیصد و نود و نهمین سیارک کشف شده‌است که در ۶ سپتامبر ۱۹۸۳ کشف شد.
قدر مطلق سیارک برابر ۱۵٫۰۰ است.